# Manheim (Pensilvania)
Manheim es un borough ubicado en el condado de Lancaster en el estado estadounidense de Pensilvania. En el año 2000 tenía una población de 4,784 habitantes y una densidad poblacional de 1,319.2 personas por km².

## Geografía
Manheim se encuentra ubicado en las coordenadas 40°9′45″N 76°23′47″O / 40.16250, -76.39639.

## Demografía
Según la Oficina del Censo en 2000 los ingresos medios por hogar en la localidad eran de $41,855 y los ingresos medios por familia eran $46,987. Los hombres tenían unos ingresos medios de $33,961 frente a los $21,792 para las mujeres. La renta per cápita para la localidad era de $21,276. Alrededor del 5.3% de la población estaba por debajo del umbral de pobreza.